# Ilhas Russell

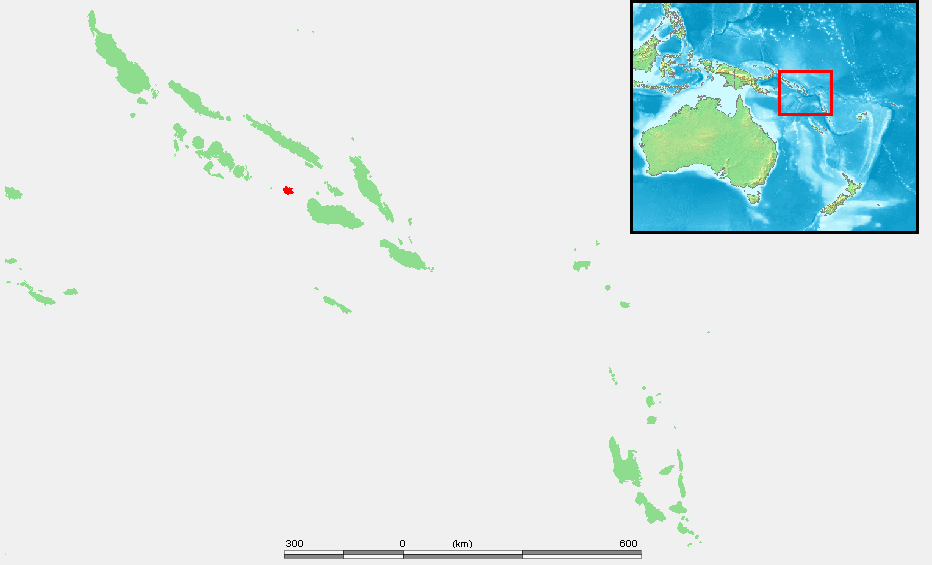
Localização das ilhas Russell nas Ilhas Salomão

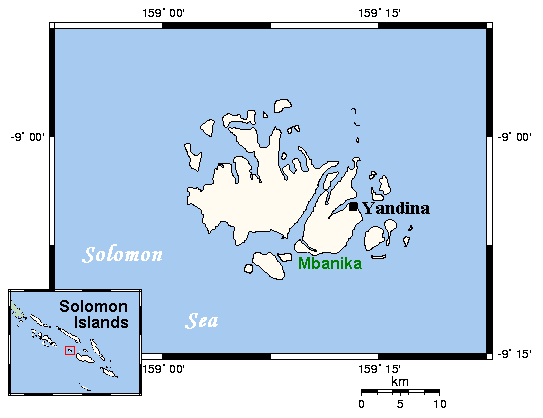
Mapa das ilhas Russell

As ilhas Russell são um grupo de duas pequenas ilhas (Pavuvu e Mbanika) e vários ilhéus da província Central das Ilhas Salomão.
Ficam a cerca de 48 km a noroeste da ilha de Guadalcanal e são parcialmente cobertas de plantações de coqueiros. Em Yandina, a maior localidade das ilhas, na ilha Mbanika, há uma fábrica de copra e óleo. 
As ilhas tiveram escassa importância estratégica durante a Segunda Guerra Mundial, com exceção da batalha de Guadalcanal. Estiveram dominadas pelo Japão e foram libertadas, sem oposição, em 21 de fevereiro de 1943 por tropas dos Estados Unidos. 